# 仙台市若林体育館
仙台市若林体育館（せんだいしわかばやしたいいくかん、Wakabayashi Gym）は、宮城県仙台市若林区にある体育館。
仙台市勤労者体育館として1981年（昭和56年）に開設、2007年4月1日に現名称に変更した。

## 施設概要

### 競技場
床面積
- 1,655．50m2（約47．0m×約35．0m）

天井高
- 約14．0m

利用可能球技種目
- バスケットボール：2面、バレーボール：3面、バドミントン」8面、卓球：36台、テニス：3面（ライン有り：青色実線）、ハンドボール：1面が利用可能。

観覧席
- 374席

### 小体育室
床面積
- 318．60㎡（約18．0m×約17．0m）

天井高
- 約8．0m

利用可能球技種目
- バドミントン：2面、卓球：8台が利用可能。

トレーニング室
- 中学生以上が利用可能で、事前登録が必要[1]。

### その他
- 会議室1
- 会議室2
- 会議室3・4

## 休館日
- 年末年始（12月28日 - 1月4日）
- 月1回点検日（不定期）

## アクセス
- 鉄道
  - 仙台市地下鉄東西線 六丁の目駅から1.7km。
  - JR仙石線 小鶴新田駅から3km。
- バス
  - 地下鉄東西線 荒井駅下車後、仙台市営バス：1番乗り場(鶴巻循環線)→「若林体育館前」バス停下車、乗車時間は約10分。
- 駐車場あり：無料・約180台。

## 周辺
- 卸町通
- 国道4号（仙台バイパス）
- 日本通運仙台支店 卸町物流センター